# 자기연민
심리학에서 말하는 자기연민(self-compassion) 혹은 자기자비는 자신의 부적절함(inadequacy), 실패, 전반적인 고통이 있다고 인식한 상황이나 사례에서 자기 자신에게 연민(compassion)을 베푸는 것을 말한다. 미국 심리학자 크리스틴 네프(Kristin Neff)는 자기연민을 자기친절(self-kindness), 공통 인간성(common humanity), 마음챙김(mindfulness) 세 주요 요소로 구성된다고 정의하였다.
- 자기친절(Self-kindness) : 자기연민은 고통이나 개인적인 단점을 마주하였을 때 그것을 무시하거나 자기비난(self-criticism)으로 자신을 해치는 것보다는 자기에게 따뜻하게 대하는 것을 포함한다.
- 공통 인간성(Common humanity) : 또한 자기연민은 고통과 개인적인 실패는 홀로 동떨어진 문제이기보다는 인간 경험(human experience)의 공통점의 일부라는 것을 깨닫는 것이다.
- 마음챙김(Mindfulness) : 자기연민은 부정적 정서(negative emotion)에 대한 균형적인 접근법을 취하여, 느낌이나 감정이 억눌리지도 부풀지도 않도록 하는 것이 필요하다. 부정적 사고와 감정은 개방성(openness)을 가지고 관찰하여, 이러한 것들이 마음으로 알아차림(mindful awareness)으로 파악된다. 마음챙김은 자신의 생각과 느낌을 억누르거나 부정하지 않고 있는 그대로 관찰하는 비판단적(non-judgmental), 수용적(receptive) 마음 상태(mind state)이다.[2] 역으로, 마음챙김은 정신적 혹은 감정적 현상과 "과잉동일시(over-identified)"되어 회피하는 반응에 고통 받아서는 안된다고 요구한다.[3] 후자의 반응은 부정적 감정에 주목하고 그를 반추하는 것이 포함된다.[4]

어떤 점에서 자기연민은 내담자와 자신 모두에게 적용되는 칼 로저스(Carl Rogers)의 "무조건적 긍정적 존중(unconditional positive regard)", 앨버트 엘리스(Albert Ellis)의 "무조건적 자기 수용(unconditional self-acceptance)", 매리헬렌 스나이더(Maryhelen Snyder)이 말하는 "호기심과 연민(curiosity and compassion)"을 가지고 자신의 경험을 탐색하는 "내면 공감자(internal empathizer)", 앤 바이저 코넬(Ann Weiser Cornell)이 말한 자기 존재의 모든 부분과 부드럽고 허락할 수 있는 관계(gentle, allowing relationship), 주디스 조던(Judith V. Jordan)이 말한 자기에게 보이는 수용(acceptance), 돌봄(care), 공감(empathy)을 동반하는 "자기공감(self-empathy)"과 유사하다.
자기연민은 자신이 피해자라 믿고, 꺼리는 상황을 대처할 자신감과 능력이 없는 사람의 마음 상태 혹은 정서적 반응인 자기동정(self-pity)과는 다르다.
연구에서는 자기연민을 하는 사람은 그렇지 않은 사람보다 심리적 건강(psychological health)이 더 크다는 것을 보여준다. 예를 들어, 자기연민은 삶의 만족(life satisfaction), 지혜, 행복, 낙천주의, 호기심, 학습 목표(learning goal), 사회적 연결(social connectedness), 개인적 책임감, 정서 회복성(emotional resilience)과 양적 상관성을 보인다. 동시에 자기연민은 자기비난, 우울, 불안, 반추(rumination), 사고 억제(thought suppression), 완벽주의, 섭식 장애 경향이 더 낮다. 연구들은 연민 역시 정신건강과 회복탄력성을 이해하는데에 유용한 변수일 수 있다는 것을 보여준다.
자기연민은 자기에 대한 주관적 정서적 평가인 자존감(self-esteem)과는 다른 효과를 보인다. 수년 간 심리학자들은 자존감의 이점을 칭찬해 왔지만, 최근 연구에서는 높은 자존감에 대한 추구로 인하여 치뤄야  할 대가에 대하여 규명하였는데, 여기에는 나르시시즘(narcissism), 왜곡된 자기인식(self-perception), 상황의존적(contingent)이거나 불안정한 자기가치감(self-worth), 이외에도 에고(ego)를 위협하는 이들에 대한 분노(anger)와 폭력(violence)이 있다. 자존감은 외모, 학벌, 사회적 인정 등 외적 조건을 통하여 인식한 자기가치감과도 종종 관련되어 있는 만큼, 그것은 불안정하고 부정적 성과에 대하여  영향을 받기 쉽다. 이에 비하여, 자기연민은 자존감만큼의 정신건강상의 이점을 제공하지만, 나르시시즘(자기애), 자기 방어적 분노(ego-defensive anger), 부정확한 자기인식, 자기가치의 상황의존성(self-worth contingency), 사회비교(social comparison)와 같은 좋지 못한 것들은 더 적다.

## 척도
지금까지의 자기연민 관련 연구 대부분은 자기판단(self-judgment)에 대한 자기친절, 고립(isolation)에 대한 공동 인간성, 과잉동일시(over-identification)에 대한 마음챙김을 측정하는 크리스틴 네프(Kristin Neff)가 만든 자기연민척도(Self-Compassion Scale)를 사용해 왔다.
자기연민척도는 여러 언어로 번역되어 왔다. 일부는 체코어, 네덜란드어, 일본어, 중국어, 튀르키예어 그리스어 버전이 있다.

### 발전
척도가 개발된 원 샘플은 미국 한 대형 대학교 학부생 68명으로 구성되었다. 이 실험에서 참가자는 잠재적 척도 항목을 71개로 줄였다.
개발의 다음 단계는 더 큰 그룹의 참가자 사이에서의 척도의 신뢰도(reliability)와 유효도(validity) 검사이다. 최근 연구 중에, 학부생 391명은 71개 척도 항목 수행을 위해 임의로 선택되었다. 이 결과에 기반하여, 항목 수는 26개로 줄었다. 자기연민척도는 훌륭한 신뢰도와 유효도를 가지고 있다.
두 번째 연구는 자존감과 자기연민 간의 차이를 더 가까이 살펴보는 목적으로 수행되었다. 이 연구는 임의로 선택된 학부생 232명으로 구성되었다. 참가자들은 설문지에 각각의 척도를 완수하도록 요청되었다. 척도는 26항목 자기연민척도(26-item Self-Compassion Scale), 10항목 로젠버그 자존감 척도(Rosenberg Self-esteem Scale), 10항목 자기결정척도(10-item Self-determination Scale), 21항목 기본심리적욕구척도(21-item Basic Psychological Needs Scale), 40항목 자기애성격목록표(40-item Narcissistic Personality Inventory)가 있다. 연구 성과에 기반하여 네프는 "자기연민과 자존감은 두 가지 심리학적 현상을 측정한다는 것(that self-compassion and self-esteem were measuring two different psychological phenomena)"을 보고하였다.
세 번째 연구는 구조 유효도(construct validity) 검토를 위해 수행되었다. 두 그룹을 비교하면서 연구자들은 다른 수준의 자기연민을 볼 수 있을 것이다. 43명의 불교 수행자들은 자존감 척도로서 자기연민척도를 수행하였다. 두 번째 연구의 학부생 232명 샘플은 비교군으로 사용되었다. 네프의 기대처럼 불교 수행자들은 학생보다 상당히 높은 자기연민 점수를 보였다.

### 자기연민척도
자기연민척도(Self-Compassion Scale, SCS)의 긴 버전은 26항목으로 구성되어 있다. 여기에는 자기친절(self-kindness), 자기판단(self-judgement), 공동 인간성(common humanity), 고립(isolation), 마음챙김(mindfulness), 과잉동일시(over-identification) 6개의 하위척도가 있다. 네프는 최소 8등급 독해 능력을 가진 14세 이상을 대상으로 할 것을 추천한다.
리커트 척도(Likert scale)에 나온 바, 1(자기연민 거의 없음)에서 5(일관된 자기연민)까지, 자기연민척도 수행자는 분투하거나 어려움에 부딪쳤을 때 스스로에게 어떻게 반응하는지에 관한 통찰을 얻을 수 있다.

### 짧은 형태
자기연민척도 찗은 버전(The short version of the Self-Compassion Scale, SCS-SF)은 12항목으로 구성되며 네덜란드어와 영어 버전이 있다. 연구는 긴 버전 척도 대체로서 능숙하게 사용할 수 있다는 것을 밝혔다. 벨기에 루벤대학교(University of Leuven)의 힌 연구에서는 총점 평가 시에 짧은 버전은 긴 버전과 거의 완벽한 상관성을 보인다고 결론지었다.

### 6요소 모델
네프 척도는 3가지 차원과 2가지 반대측면으로 구성된 자기 연면의 6가지 상호작용 요소를 제안한다. 첫 번째 차원은 자기판단에 대한 자기친절이며 어떻게 사람이 자신과 정서적으로 연결되는지를 활용한다. 자기친절은 친절해지는 능력과 자신을 이해하는 것을 의미하지만, 자기판단은 자기에게 비판적이고 가혹한 것을 말한다. 두 번째 차원은 고립에 대한 공동 인간성으로, 사람이 인지적으로 타인과의 관계를 이해하는 방식을 활용한다. 공동 인간성은 모든 사람이 불완전하며 고통은 인간 조건의 일부라는 것을 인정하는 것인 반면, 고립은 자신의 고통이 자신에게만 있다고 느끼는 것이다. 세 번째 차원은 과잉동일시에 대한 마음챙김이며, 사람이 자신의 고통에 집중하는 방식을 다룬다. 마음챙김은 고통스러운 경험을 균형잡히고 비판단적인 방식으로 알아차리고 수용하는 것인 반면. 과잉동일시는 자신의 고통에 흡수되고 고통을 반추하는 것이다. 네프는 자기연민의 6가지 요소가 상호작용하고 하나의 체계로서 작동한다고 주장한다. 이러한 관점을 지지하는 주장은 친절함, 공동 인간성, 마음챙김을 가지고 글을 쓰는 것은 기타 자기연민 측면의 증대를 낳는다고 발견한 한 연구를 통하여 드러났다.

### 네프 척도에 대한 비판
최근 네프의 척고에 대한 비판은 자기연민 측정의 주요 자기보고 도구(self-report instrument)이다. 자기연민 측정의 신뢰할 만하고 유효성 있는 도구로 널리 받아들여지고 있지만, 일부 연구자는 척도의 일반화가능성(generalizability)과 6요소 모델 사용에 관한 비판을 제기하였다.

#### 일반화가능성
일주는 네프의 자기연민척도에 대한 일반화가능성에 의문을 제기해 왔지만, 한 최근 연구에서는 12가지 다른 언어로 번역된 학생, 공동체, 임상 샘플을 포함한 18가지 샘플에 대한 척도의 측정 불변성에 대한 지지적 근거를 발견하였다.

#### 6요소 모델
A 2015 study performed by 2015년 앙헬리카 로페스(Angélica López) 등이 수행한 한 연구에서, 일반인에서 대규모 대표 샘플을 추출하여 수행한 네프의 자기연민척도의 24항목 네덜란드어 버전의 요소 구조(factor structure), 신뢰도(reliability), 구조 유효도(construct validity)를 검토하였다. 연구는 참가자가 1,736명이며, 확증요소분석(confirmatory factor analysis, CFA)과 탐색요소분석(exploratory factor analysis, EFA)을 사용하여 네프의 6요소 구조가 복제 가능한지를 검토하였다.
로페스의 연구는 네프의 자기연민척도 6요소구조를 복제할 수 없었지만, 긍정적 항목과 부정적 항목으로 각각 그룹화한 2요소 모델을 제안하였다. 로페스는 자기연민과 자기비난은 별개의 것이라고 주장하였다.
그러나 최근에 대형 20샘플 연구(N=11,685)는 하나의 체계로 작동하는 구조를 분석하는 보다 적절한 방식인 이중요소의 탐색구조평균화모델링(bifactor Exploratory Structural Equation Modeling)를 사용, 13개 언어 번역 버전의 자기연민척도 요소구조를 검토하였다. 이 종합 연구에서 일반요소(general factor) 1개와 특정요소(specific factor) 6개는 각 샘플마다 최적화되었으나, 2요소 해결책은 부적절하였다. 게다가, 응답하는 항목에서의 95% 이상의 신뢰 가능 변수(reliable variance)는 단독의 일반요소에 의해 설명될 수 있다. 이 요소 구조는 모든 문화에서 불변이라고 밝혀졌다.
자기연민은 하나의 체계로 작동하는 6가지 요소로 구성된 전체적 구조라는 관점에 대한 다른 증거는 모든 6가지 요소는 동시에 변화하며, 개인에게서도 하나의 균형잡힌 체계로 설계된다는 사실에 기인한다.

## 훈련
자기연민 훈련은 글쓰기 훈련(writing exercise)나  역할극(role-playing) 혹은 내면 명상(introspective contemplation)으로 구성되며, 자기친절, 마음챙김, 공동 인간성 느끼기를 하도록 설계된다. 자기연민 훈련은 자기연민 증대와 함께 자기효능감(self-efficacy), 낙천주의(optimism), 마음챙김을 늘리는 것도 수반된다. 또한 이러한 훈련은 반추(rumination)도 줄여주는 것으로 확인되었다. 우울에 취약한 사람에게 1주일간의 매일 자기연민 훈련은 훈련 후 3개월까지 우울이 감소하였고, 훈련 이전 행복 정도에 상관 없이 훈련 후 6개월까지 행복감이 늘어났다. 또한 자기연민은 암 환자에게도 효과가 있다고 밝혀졌다. 연구에서는 암치료와 함께 자기연민 개입은 정서적 고통, 피로, 신체 이미지 등의 부정적 증상을 향상시킬 수 있다는 것이 밝혀졌다. 또한 연구에서는 연민기반 개입이 암환자에게서 불안과 우울 모두 향상시킨다는 것도 보여줬다.

### 어떻게 친구를 대할 것이니?
이 훈련은 어려운 상황을 겪고 있는 절친한 친구를 위안한다고 상상하도록 요구한다. 이후 훈련자에게는 자신과 친구가 자신만의 분투에 어떻게 내면적으로 대응하는지 비교•대조하고, 그런 친구에게 베풀 사랑 넘치는 친절(loving kindness)만큼을 자신에게 힘써 베풀 것을 요청한다.

### 자기연민 휴식 시간
이 훈련은 급성 고통(acute distress)이 몰려올 때에 사용한다. 훈련자에게 스트레스 사건이나 상황에 집중하도록 요구한다. 그리고 훈련자는 자기에게 몇 번의 암시를 반복하도록 요청한다. 각 암시는 마음챙김, 공동 인간성, 자기친절이라는 자기연민의 원칙 중 하나를 강조한다.

### 글쓰기를 통한 탐색
이 훈련에서 훈련자에게는 불완전하다고 생각하여 스스로를 부적절하다고 느끼게 만드는 자신의 한 측면에 집중하도록 요청한다. 훈련자가 문제를 마음 속으로 떠올리면, 이들에게는 무조건적인 사랑을 베푸는 상상의 친구의 관점에서 자기 자신에게 편지 한 통을 쓴다고 요청한다. 그리고 훈련자에게는 이들이 스스로에게 베푼 연민의 위안감과 위로감에 집중하도록 요청한다.

### 비난자, 피비난자, 자비로운 관찰자
이 훈련은 훈련자에게 실습 과정 중에 몇몇 "의자들(chairs)"에 앉을 것을 요청한다. 처음, 이들에게 자기비난자(self-critic) 의자에 앉을 것을 요청하고, 자기비난(self-criticism)의 느낌을 표현하도록 한다. 이들에게는 이런 비난을 분석하고 정의적 특성을 필기할 것을 요청한다. 이후 훈련자에게는 비난받는 자기(criticized self) 의자에 앉아 내면의 비난자에 언어로 응답하는 것을 상상하도록 요청한다. 그리고 나서 훈련자는 비난자(the criticizer)와 피비난자(the criticized)라는 두 자기 사이에서 대화할 것을 요청한다. 이후 훈련자에게는 자신을 이 대화의 자비로운 관찰자(compassionate observer)로 상상하도록 요청한다. 마지막으로 훈련자는 경험을 되돌아보도록 요청한다.

### 비난성 자기대화 바꾸기
이 훈련은 몇 주에 걸쳐 자기비난의 본질을 반복적으로 회고하는 형태로 진행된다. 훈련자에게는 자기비난할 때를 알아차리고, 연민으로 자기비난에 반응하며, 내면의 비난자의 언어를 재구성하도록 요청한다.

### 일기
이 훈련은 최소 일주일 동안 일기를 쓰는 것을 포함한다. 또한 훈련은 힘겹게 하는 경험, 자기비난, 기타 스트레스 유발자에 대하여 되돌아보는데도 활용된다. 훈련자에게는 자기친절(부드럽고 위로하는 언어로 사건에 반응함), 마음챙김(상황에 의해 유발된 부정적 정서를 알아차림), 공동 인간성(그 경험이 인간 조건의 일부가 되는 방식)의 렌즈를 통하여 각 사건을 분석하도록 요청한다.

### 우리가 정말 원하는 것을 확인하기
이 훈련에서 훈련자에게는 자기비난을 자기에게 동기를 부여하는 방식으로 활용하는 방식에 대하여 생각하도록 요청한다. 이후 훈련자에에는 자기에게 동기부여하는 더욱 친절하고 부드러우며 배려심이 많은 방식을 떠올려 원하는 변화를 만들도록 노력하고, 어떻게 앞으로 자기비난을 동기부여 도구로 사용할지를 알도록 노력하라고 요청한다.

### 양육자 돌봄
이 훈련은 훈련자에게 정기적으로 의미 있는 자기돌봄(self-care)을 하고, 실제로 타인을 돌볼 때에 이런 기법을 사용할 것을 요구한다.

## 요소로서의 자기용서
자기용서(self-forgiveness)는 자기지시적 부정적인 느낌을 놓는 것에 관한 자기연민 요소이다. 연구를 통해 자기용서는 웰빙이 더 커지고 특히 자존감이 더 높아지며 신경증은 낮아진다고 밝혔다.

### 친사회적 행동
자기지시적 부정적 느낌이 과거의 부정적인 행동의 결과라면, 자기용서는 죄의 근원(offense)을 무시하거나 변명하라는 것이 아니라, 과거 행동에 대한 책임을 전적으로 지면서도 자기연민을 하라는 것이다. 이런 식으로 자기용서는 잘못을 뉘우치는 의지를 키우는 것이다. 이 연구에도 불구하고 자기용서와 친사회적 행동(pro-social behavior) 사이에는 명확한 연관성이 없다. 부정적 행동에 대한 책임 수용은 친사회적 행동을 야기하고, 수용(acceptance)과 용서(forgiveness)를 짝짓는 것은 이런 효과를 증대한다.

## 요소로서의 자기수용
자기수용(self-acceptance)은 자기가 누구이고 무엇인지에 대하여 자기를 수용하는 것에 관한 자기연민 요소이다. 자기수용은 자기존중(self-esteem)이 전적으로 자기 가치를 평가하는 것이라는 점에서 자기존중과는 다르다. 자기수용은 결점, 약점, 타인으로부터의 부정적 평가에도 불구하고 자기를 수용하는 것을 말한다.

## 마음챙김

### 역사
마음챙김(mindfulness)이라는 개념과 자기연민 특히 카루나(Karuṇā)는 약 2,500년이 되었으며, 동양의 전통 불교 철학과 불교 명상에 뿌리를 둔다. 불교 철학에서 마음챙김과 연민은 새 한 마리의 두 날개로 간주되며, 각 개념은 서로 중첩되지만 웰빙에 필요한 이점을 생산한다. Mindfulness라는 영단어는   Vipassanā의 번역어이다. 이는 '특별한 방식'이라는 의미의 Vi, '관찰하다'라는 의미의 Passana를 합친 말로, 즉 '특별한 방식으로 관찰하다(to observe in a special way)'라는 의미가 된다. 연민(compassion) 혹은 카루나(karunaa)는 고통으로부터 해방되기를 바라는 마음을 끌어내는 정서로 정의된다. 자기연민 맥락에서의 마음챙김은 자신이나 삶의 혐오스러운 특성을 무시하지도 반추하지도 않는 균형 잡힌 방식으로 자신의 고통스러운 경험들을 인식하는 것으로 구성된다. 2012년 네프의 연구에 의하면, 자기에 대한 연민을 확대하기 위하여서는 개인적 고통에 마음챙김을 하는 것이 중요하다. 그러나 "과잉동일시(over-identification)"를 피하기 위하여서는 현실적 근거에 기반하여 자기 고통에 주목하는 것이 중요하다. 마음챙김은 경험자(experiencer)에 초점을 두는 것 보다는 감각•정서•사고 등 내적 경험(internal experience)에 주목하는 경향이 강하다. 자기연민은 고통스러운 경험을 직면하였을 때, 자기를 위안(soothe)하고 위로(comfort)하는 것에 주목한다. 자기연민은 고통스러운 사고와 정서에 직면하였을 때에 자기판단(self-judgement)에 반대되는 자기친절(self-kindness), 고립(isolation)에 반대되는 공동 인간성(common humanity), 과잉동일시(over-identification)에 반대되는 마음챙김 3가지 요소로 구성된다.

### 마음챙김에 근거한 스트레스 완화
마음챙김에 근거한 스트레스 완화(Mindfulness-based stress reduction), 일명 MBSR은 존 카밧진(Jon Kabat-Zinn)이 개발하였으며, 마음챙김 명상(mindfulness meditation)을 사용하여 신체 장애, 심신 장애(psychosomatic disorder), 정신 장애(psychiatric disorder) 관련 고통을 완화하고자 하는 구조화된 그룹 프로그램이다. MBSR 치료는 정신 건강 악화로 이어질 수 있는 자기 초점(self-focused) 사고와 정서에 대한 욕구를 줄임으로써 마음챙김 능력을 증대하는 것을 추구한다. MBSR 치료는 명상과 요가, 몸과 마음의 통합을 알아차리기는 물론, 무의식적 사고•느낌•행동이 정서•신체•영혼의 건강의 기반을 무너뜨릴 수 있는 방식을 합친 것이다. 과거 25년 동안의 임상 연구는 MBSR이 고통의 경감과 웰빙의 고양에 효과가 있다는 사실을 밝혔다. 자기연민은 마음챙김 기반 인지 치료(mindfulness-based cognitive therapy) 개입에 중요한 역할을 한다. 샤피로(Shapiro) 등의 2005년 연구에서, 대기명단 대조군(waitlist control group)과 비교하였을 때 MBSR을 수행하는 건강보건 전문가들은 자기연민이 유의미하게 늘리고 스트레스는 경감시켰다고 보고하였다고 명시되어 있다. 또한 프로그램과 관하여 자기연민의 증대는 스트레스를 줄이는 것으로 보인다고 보고되었다.

### 마음챙김 기반 인지 치료
마음챙김 기반 인지 치료(Mindfulness-based cognitive therapy), 일명 MBCT는 명상 수련, 심리 교육, 인지 행동 전략을 결합하여 주요 우울 장애(major depressive disorder)의 재발이나 반복을 막으려 하는 개입 치료이다. MBCT는 숨쉬기나 신체 감각과 같은 자연물에  대한 집중을 통하여 사고와 느낌을 관찰하는 방식을 가르친다. 사람들은 비판단적 수용(non-judgemental acceptance)의 태도를 취하면서도 알아차림에 이르는 법을 배운다. MBCT에서 마음챙김 스킬을 가르치는 것은 고통을 주는 사고와 느낌을 인정하고, 이런 경험들을 알아차리며, 수용과 자기연민을 활용하여 재발을 일으키는 연상 네트워크를 깨트리려는 목적이다. 부정적 정서와 느낌에 대한 반응으로서 자기연민은 적응적 과정으로, 자기연민을 MBCT 과정에서의 중요 학습 스킬로 자리매김하게 한다. 자기연민은 MBCT와 같은 마음챙김 기반 개입의 효과에 있어 핵심 메카니즘이 된다고 밝혀졌다. 카위컨(Kuyken) 등의 2010년 연구에서는 우울증상의 재발에 대한 MBCT와 항우울제 사용 유지의 효과를 비교하였다. 이들은 MBCT 도입 후 마음챙김과 자기연민 횟수가 늘었다는 것을 밝혔다. 또한 이들은 MBCT가 인지 반응성과 우울 재발의 연결성을 줄였고, 자기연민의 증가가 이러한 연관성을 중재하는데 도움이 된다는 것을 밝혔다.

### 마음챙김 기반 고통 관리
마음챙김 기반 고통 관리(mindfulness-based pain management), 일명 MBPM은 만성 통증과 질병 환자를 특정하여 적용하는 방식을 제공하는 마음챙김 기반 개입(mindfulness-based intervention, MBI)이다. MBSR과 MBCT의 핵심 개념과 훈련을 채용하여, MBPM은 '자애심(loving-kindness)' 혹은 마이트리(Maitrī)의 실천을 특히 강조하고, 불교 교리에 원래 있었던 윤리적 사고틀에서 마음챙김 가르침을 제거하는 것에 대한 우려를 민감하게 보인다고 알려져 있다. 비다이아말라 버크(Vidyamala Burch)가 개발하였으며, 브레스워크스(Breathworks)라는 명상 관련 업체의 프로그램을 통하여 유지되고 있다. 효과를 보이는 임상 연구 범위에 들어가곤 하였다.

### 마음챙김 자기연민 치료
마음챙김 자기연민(mindful self-compassion, MSC) 치료는 자기연민과 마음챙김 훈련으로 구성된 혼합형 치료이다. MSC에서 mindful이라는 용어는 고통스러운 스고와 정서를 돌아보고, 이러한 것들을 자기연민에서 가장 중요한 억압이나 회피하는 것 없는 상태로 그것들을 바라보는 기본적인 마음챙김 스킬을 의미한다. 그러나 MSC는 자기연민에 더 초점을 두며 마음챙김은 부차적으로 강조한다. MSC는 공식적(명상) 비공식적(일상) 자기연민 훈련 모두 가르친다. 게다가 참가자에게 자신에게 더 친절하게 대할 것을 가르치는 의미로 할당하는 홈워크 MSC 프로그램도 있다. MSC 치료의 목적은 참가자들이 삶에 통합시킬 수 있는 자기연민을 늘릴 도구들을 참가자에게 제공하는 것이다. 2012년 네프와 크리스토퍼 K. 거머(Christopher K.Germer)가 수행한 연구에서, 대조군과 비교하였을 때 MSC 개입은 참가자들이 자기연민, 마음챙심, 웰빙에서의 유의미한 증가세 및 우울, 스트레스, 불안에서의 유의미한 감소세를 보고하였으며, 이는 최초의 개입 이후 6개월 동안 지속되었다는 것이 밝혀졌다.

### 연민중심치료
2009년 폴 길버트(Paul Gilbert)는 연민중심치료 혹은 자비중심치료(compassion focused therapy)를 개발하였다. 이는 우리의 뇌가 진화해 온 방식으로 인하여, 불안, 분노, 우울은 우리의 실수나 잘못이 없어도 발생하는 자연스런 경험이라는 것을 내담자에게 가르친다. 환자들은 "나는 사랑받을 수 없어(I'm unlovable)"와 같은 부적응적 사고(maladaptive thought) 패턴을 바꾸도록 훈련 받고, 이들에게는 "나는 누군가가 나를 사랑한다는 것을 확실히 알아(I know for sure that some people love me)"라는 자기진술(self-statement)을 제공한다. 치료 목적은 환자가 따뜻함과 자기에 대한 정서적 반응을 개발하도록 돕는 것이다. 이는 시각화, 자기연민 행동과 습관을 들임으로써 언어를 통하여 자기에게 가장 친절함을 기르는 것 등을 포함한 다양한 훈련을 통하여 달성된다. 자기 연민 치료에서,  만족 체계(contentment system), 위안 체계(soothe system), 안전 체계(safeness system)를 자극하고 개발하는데 필요한 사고, 이미지, 관심을 통하여 자기연민은 활용된다.

### 변증법적 행동치료 내 마음챙김 스킬
변증법적 행동치료(dialectical behavior therapy, DBT)는 동양의 명상 훈련을 통합한 인지행동치료(cognitive behavioral therapy)에서 유래하였다. DBT는 서로 반대되는 신념들, 특히 수용과 변화라는 것에 대한 믿음의 균형과 통합을 병합하는 변증법적 세계관에 기반을 둔다. 우리는 충분히 좋다고 스스로를 받아들이고 우리 모두는 변화하고 성장할 필요를 인식한다. MBCT나 MBSR 치료와 달리, DBT는 명상을 사용하지 않지만, 개인 치료 세션과 그룹 스킬 세션과 같은 덜 공식적인 훈련법을 사용한다. 보통은 약 1년 동안 참가자들은 매주 개인 스킬 세션과 그룹 스킬 세션에 참여할 것이다. 스킬 치료 세션은 핵심 마음챙김(core mindfulness), 대인관계 효율성(interpersonal effectiveness), 정서 조절(emotion regulation), 고통 인내(distress tolerance) 스킬 네 가지를 포함한다. 변증법적 행동치료사들은 자기연민 개발을 추천한다. 변증법적 행동치료 자기연민치료 사용의 기본적 전제는 정서 조절 불능(emotional dysregulation)을 완화할 수 있는 따뜻함, 안전, 현존(presence), 상호연결성(interconnectedness) 느낌으로 정의되는 연민의 마음 상태(compassionate mind state)를 기르는 것이다.

### 마음챙김과 수용전념치료 내 관련 스킬
수용전념치료(acceptance and commitment therapy, ACT)는 행동 변화 과정, 마음챙김, 수용 과정을 활용한다. ACT는 비판단적 알아차림과 인지적 감지 및 정서적 경험에 대한 개방성과 관련된다. 또한 수용전념치료는 수용을 조장하고자, 불안을 일으킨 과거 회피 상황에 노출시키는 것을 조장한다. 회피 행동은 내담자가 자신의 사고를 관찰하고 자신의 사고가 반드시 해롭지는 않다는 것을 수용하도록 하는 방식으로 치료한다. 일반적으로, 수용전념치료 전략은 각 참가자의 조건과 상황에 맞추어, 이들이 심리교육(psycho-education), 문제해결 스킬, 심리적 유연성(psychological flexibility)을 획득하게 한다. 마음챙김 및 수용의 훈련과 스킬은 사용자가 활기차고 의미 있다고 느끼는 삶을 추구하는데 필요한 행동 변화를 조성한다. 여러 자료에서는 수용전념치료가 네프의 자기연민 개념화, 특히 수용전념치료의 관계틀이론(relational frame theory)과 중첩된다고 지적해 왔다. 수용전념치료를 강조하는 기본적 이론과 개념은 자기연민과 관계 있고 그것과 연관되며 자기연민에서 발견되는 유사성이 있다. 첫째, 수용전념치료의 관점과 네프의 자기친절 개념은 모두 자기수용과 연결된다. 고통스런 경험과 상처의 수용은 자기에 대한 친절과 관련 있다. 둘째, 네프의 자기연민 개념과 수용전념치료 모두 마음챙김을 강조한다. 수용전념치료에서 마음챙김은 충동분리(defusion), 수용, 한 맥락에서 현재 순간과 자기와의 접촉을 통해 단련된다. 자신이 틀렸다고 믿거나 증명하거나 이러한 사고가 실제로 작동하도록 하는 자세를 취하지 않고 자기비난이 마음을 스쳐 지나가도록 하는 수단으로서 충동분리도 자기연민에서 사용되기도 한다. 2014년 야다바이아(James E. Yadavaia) • 헤이스(Steven C. Hayes) • 빌라르다가(Roger Vilardaga)의 연구에서, 대기목록 대조군과 비교하여 수용전념치료이 자기연민에 끼치는 유효성을 검토하였던 바, 연구는 대기목록 대조군과 비교하였을 때 수용전념치료 개입은 치료 2개월 후에 자기연민과 정신병리학의 큰 증가를 가져다준다는 것을 규명하였다.

### 암 환자의 마음챙김
최근 연구에서는 마음챙김과 연민중심치료는 암 환자의 전반적 웰징에 긍적적인 기여를 할 수 있다고 밝혔다. 예를 들어, 2019년 실레센(Linda Cillessen) 등의 연구에서는 마음챙김 기반 개입(mindfulness-based intervention, MBI)이 암환자와 완치자 사이에서 심리적 고통을 작게 그러나 유의미하게 줄여주었다고 밝혔다. 비슷하게, 셰총옌(Xie Congyan) 등의 2020년 연구에서는 MBSR 프로그램이 암 관련 피로(cancer-related fatigue)를 줄이는데 효과가 있다고 밝히면서, 암 치료에 마음챙김이 신체 건강에 가져다 줄 이익을 강조한다. 특히 폐암 환자에게 효과를 보았다. 게다가 바다기(Nasim Badaghi) 등의 2024년 연구에서는 MBI가 마음챙김 스킬, 자기연민, 영혼의 웰빙(spiritual well-being)에 향상이 있다고 규명되었으며, 이는 암 환자에게 긍정적인 건강 결과에 기여한다. 이러한 연구성과를 보강하여, 판야지(Fan Ya-Chi) 등의 2022년 연구에서는 연민중심 개입은 우울 증상을 줄여줄뿐 아니라 자기연민을 고양한다는 것을 관찰하였으며, 이는 암 환자의 정서 건강을 높이는 잠재력이 있다는 것을 시사한다. 전체적으로 이들 연구는 마음챙김과 연민기반 전략이 암 환자의 정신적 신체적 건강을 지지하는데 발휘할 수 있는 중대한 역할을 강조한다.

## 같이 보기
- MBSR
- 마음챙김
- 반추
- 상대적 고통
- 자기
- 자기괴리
- 자기동정
- 자기반성
- 자기비난
- 자기비하
- 자기수용
- 자기애
- 자기용서
- 자기존중
- 자기참조
- 자기혐오
- 자기확언
- 자의식
- 자아개념
- 자아상